# Joachim Lima
Joachim Rodrigues Lima SJ, auch Gioacchino Lima, (* 18. Mai 1875 in Vila Nova de Anha, Portugal; † 21. Juli 1936 in Bombay, Indien) war ein portugiesischer Geistlicher und römisch-katholischer Erzbischof von Bombay.

## Leben
Joachim Lima war der Sohn von Francisco Rodrigues Lima und seiner Frau Josefa. Er empfing am 31. Juli 1918 das Sakrament der Priesterweihe.
Papst Pius XI. ernannte ihn am 4. Mai 1928 zum Erzbischof von Bombay. Entsprechend dem von seinem Vorgänger Alban Goodier verhandelten Konkordat war er Portugiese. Der Kardinalbischof von Albano, Kalkutta Gennaro Granito Pignatelli di Belmonte, spendete ihm am 2. Dezember 1928 die Bischofsweihe. Mitkonsekratoren waren Michel d’Herbigny, Offizial an der römischen Kurie, und Francesco Marchetti Selvaggiani SJ, Sekretär der Propagandakongregation. Am 25. Dezember 1928 wurde er als Erzbischof von Bombay inthronisiert.